# Facultad de Filosofía (Universidad de La Laguna)
La Facultad de Filosofía de la Universidad de La Laguna, creada en 1982, se localiza en el campus de Guajara, aunque hasta principios del siglo XXI se localizaba en el campus central. En ella se imparte el Grado en Filosofía y la Licenciatura en Filosofía, así como los másters de Filosofía, Cultura y Sociedad y Lógica y Filosofía de la Ciencia. 
Las autoridades académicas de la Facultad, y en concreto el Decano, son los responsables del cumplimiento y organización de los planes de estudios, aprobados por la Junta de Facultad. Esta Junta, a su vez está formada por una representación de los profesores, los alumnos y el personal de administración y servicios (PAS), renovándose su composición en los primeros meses de cada curso académico.

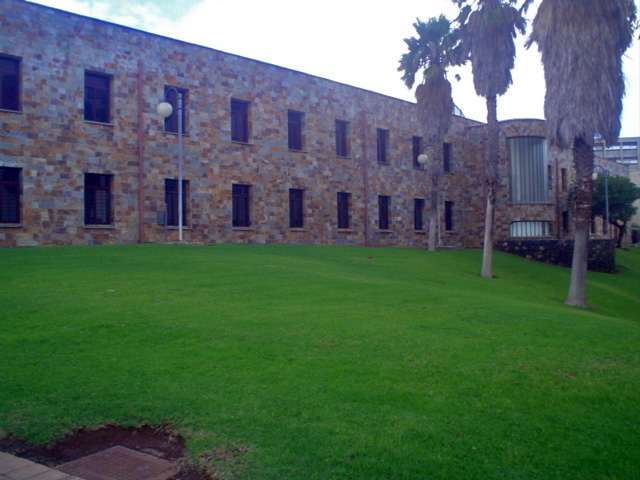
Trasera de la Facultad.

## Departamentos
- Departamento de Historia y Filosofía de la Ciencia, la Educación y el Lenguaje
- Departamento de Filosofía
- Departamento de Prehistoria, Antropología e Historia Antigua
- Departamento de Sociología
- Departamento de Dibujo, Diseño y Estética

## Profesores ilustres vinculados a la facultad
- Felipe González Vicén
- Emilio Lledó
- Javier Muguerza
- Gabriel Bello Reguera
- José Luis Escohotado Ibor

## Estadísticas
| 1998/99 | 1999/00 | 2000/01 | 2001/02 | 2002/03 | 2003/04 | 2004/05 | 2005/06 | 2006/07 | 2007/08 | 2008/09 | 2009/10 |
| ------- | ------- | ------- | ------- | ------- | ------- | ------- | ------- | ------- | ------- | ------- | ------- |
| 228     | 294     | 285     | 271     | 239     | 207     | 189     | 157     | 139     | 126     | 132     | 140     |

A los 140 alumnos matriculados en curso 2009/10 en el primer y segundo ciclo de la licenciatura o en el grado, hay que sumarle otros catorce estudiantes de posgrado que cursan alguno de los másteres impartidos en esta facultad.